# Gerali
Gerali ist ein Dorf im Landkreis Sarayköy der türkischen Provinz Denizli. Gerali liegt etwa 24 km nordwestlich der Provinzhauptstadt Denizli und 6 km südwestlich von Sarayköy. Gerali hatte laut der letzten Volkszählung 587 Einwohner (Stand Ende Dezember 2010).